# Józef Kandefer
Józef Ludwik Kandefer (ur. 20 czerwca 1926 w Iwoniczu, zm. 2 maja 1983 w Warszawie) – Syn Ludwika i Marii. Polski artysta rzeźbiarz. Ukończył zakopiańską szkołę Antoniego Kenara. Studiował rzeźbę na Akademii Sztuk Pięknych w Warszawie. Dyplom uzyskał w 1956 roku. Uzupełnił studia w Akademii Sztuk Pięknych w Rzymie. Pracował na Wydziale Rzeźby Akademii Sztuk Pięknych w Warszawie oraz w Instytucie Wzornictwa Przemysłowego. Autor licznych prac rzeźbiarskich, medalierskich oraz projektów wzorniczych.

## Wykształcenie
- 1945 – Państwowa Szkoła Przemysłu Drzewnego (obecnie: Liceum Plastyczne im. Antoniego Kenara), Zakopane[1]
- 1950–1956 Akademia Sztuk Pięknych w Warszawie, Wydział Rzeźby, (pracownia prof. Mariana Wnuka), dyplom uzyskał w 1956 roku[1]
- 1959–1960 Accademia di Belle Arti di Roma (pracownia prof. Michele Guerrisi), stypendium rządu włoskiego[1]

## Działalność zawodowa
- 1942–1945 – tokarz w kopalni ropy naftowej w Iwoniczu-Zdroju[1]
- 1948–1949 – instruktor na wykładach rzeźby w Liceum Techniczno-Plastycznym w Zakopanem[1]
- 1951–1958 – asystent w pracowniach prof. Jarnuszki, prof. Winnickiej i prof. Szwacza na Wydziale Rzeźby Akademii Sztuk Pięknych w Warszawie[1]
- 1961–1972 – plastyk-projektant w zakładach: Estetyki Maszyn, Maszyn i Urządzeń, Środków Transportu, Układów Asortymentowych[1]
- 1971 – kierownik Pracowni Studialno-Projektowej w Instytucie Wzornictwa Przemysłowego w Warszawie[1]

## Nagrody i wyróżnienia

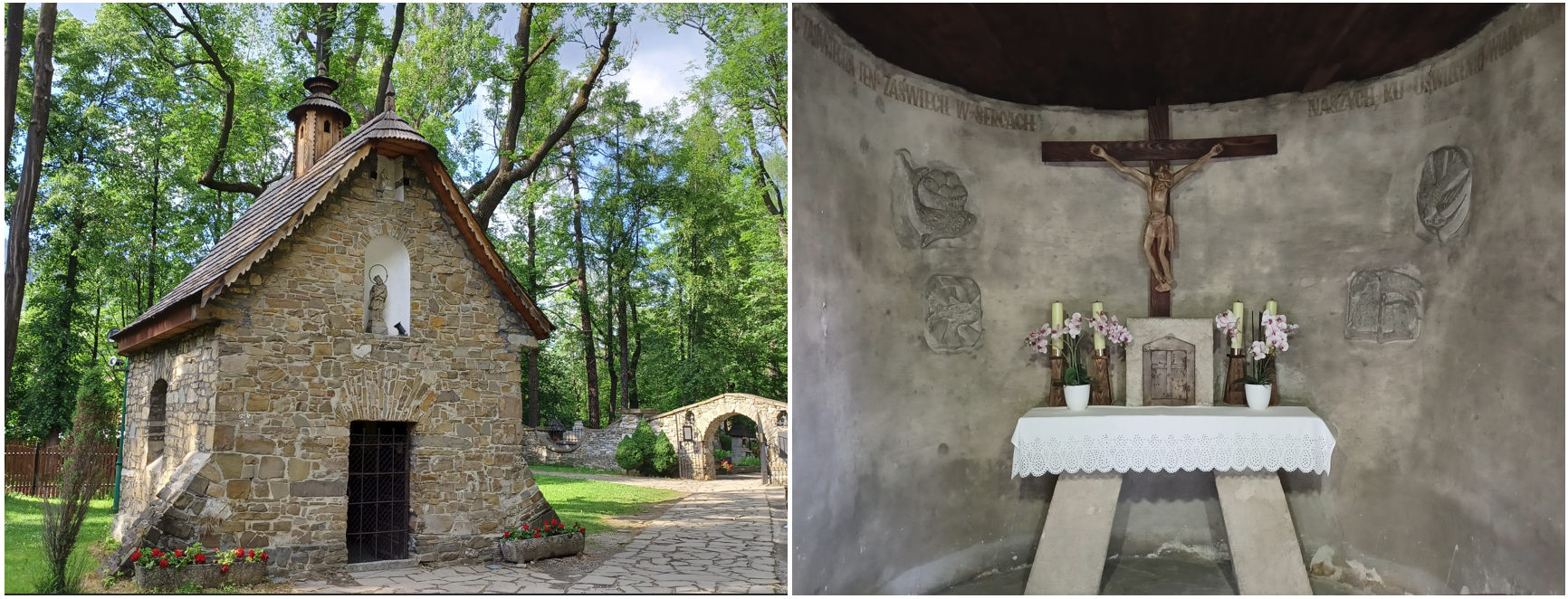
Wnętrze kaplicy Gąsieniców na Pęksowym Brzyzku w Zakopanem

- 1948 – Wnętrze kaplicy w Zakopanem (I nagroda i realizacja)[1][3][2]
- 1956 – Pomnik wyzwolenia Krakowa (II nagroda)[1][3][5]
- 1957 – XIII Ogólnopolska Wystawa Plastyczna, Radom (nagroda)[1]
- 1958 – Pomnik bohaterów Warszawy (wyróżnienie)[1][3][2][5]
- 1959 – Pomnik Ludwika Zamenhoffa w Bielsku (wyróżnienie)[1][3][2][5]
- 1966 – II Plener białowieski, Wystawa „Spotkania i Eksperymenty 66” Białystok (medal)[1][2]
- 1967 – Ogólnopolska wystawa rzeźby, Warszawa (medal)[2]
- 1967 – Wystawa Polska Rzeźba Plenerowa, Opole (główna nagroda)[1][2]

## Projekty wzornicze

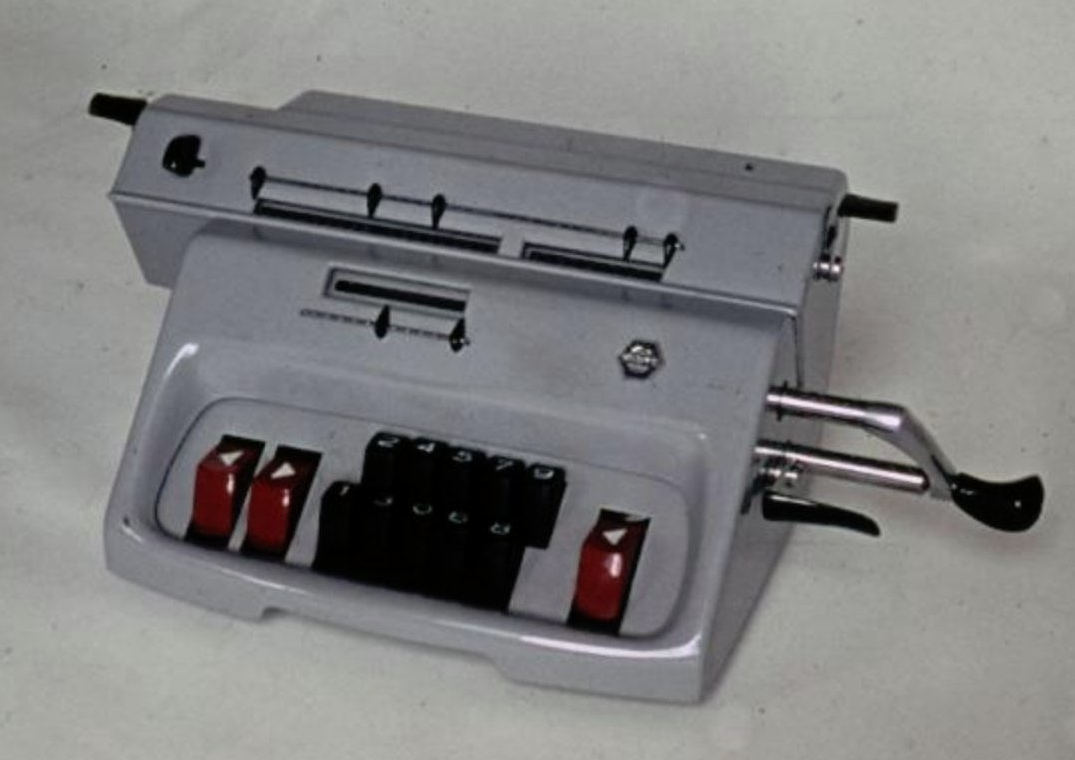
Maszyna do liczenia, 1962

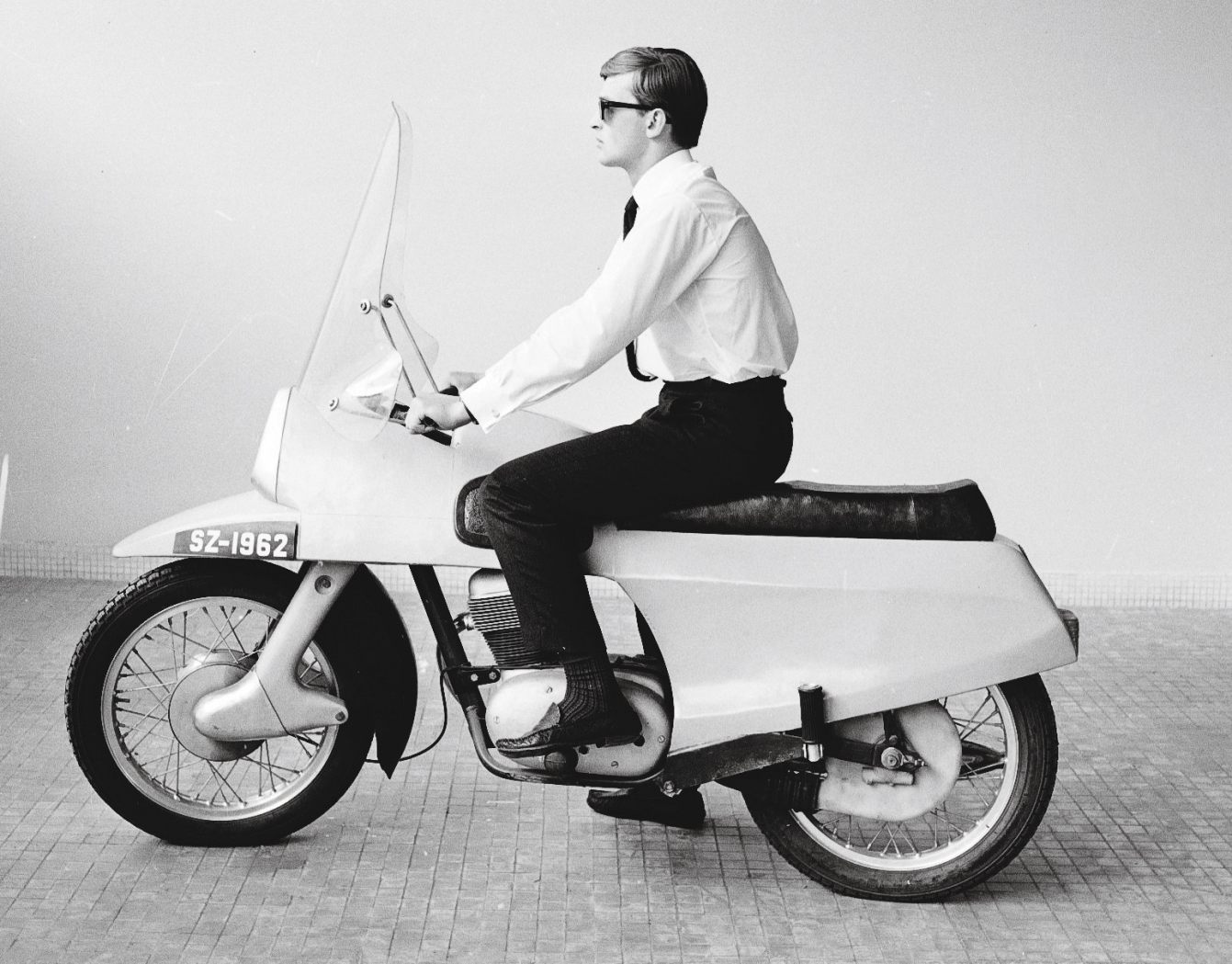
Motocykl Junak M14, 1963

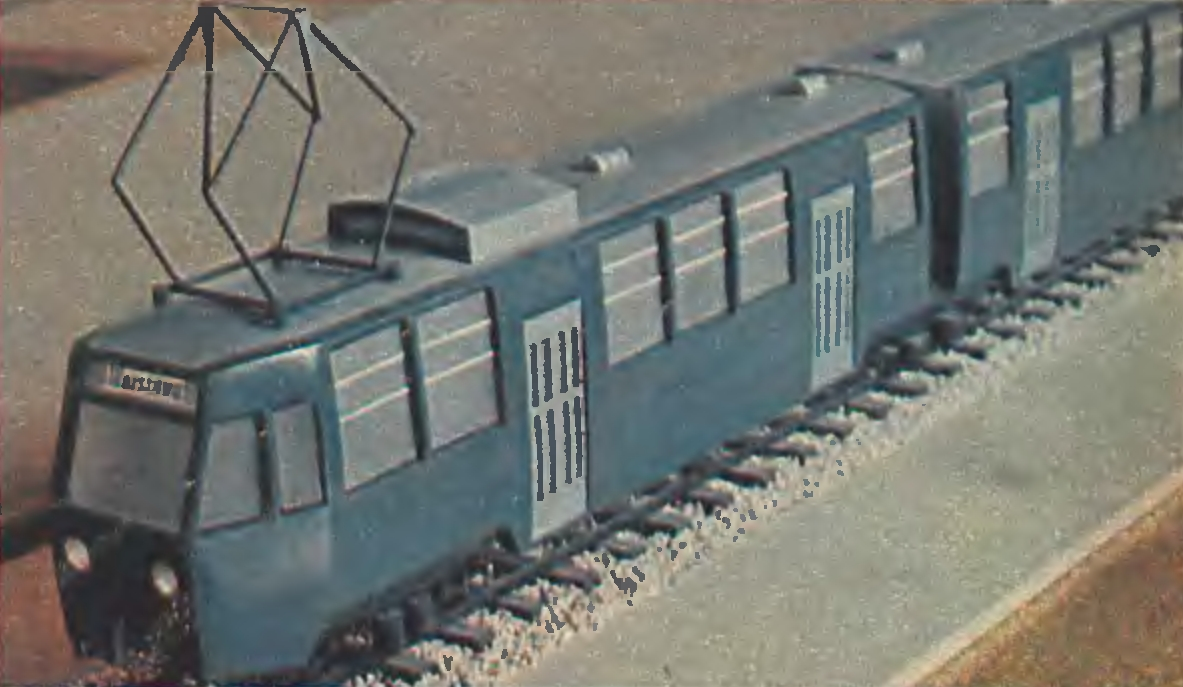
Pafawag 101N - projekt IWP, 1965

- 1962 – maszyna do liczenia, współprojektanci: Szczepański A., Andrzej Kasten[1]
- 1962–1963 – motocykl Junak M14[1]
- 1963 – motocykl, skuter OSA[1]
- 1963 – projekt trzech typów zamków do teczek[1]
- 1964 – studium lodówki[1]
- 1965 – wygląd zewnętrzny pojazdu Pafawag 101N, wagonu dla Warszawskiej Kolei Dojazdowej, współprojektanci: Ryszard Dworak, Andrzej Kasten, Mieczysław Naruszewicz, Stanisław Peliwo i Karol Turski[6][7]
- 1966 – samochód dostawczy 0,9 i 1,5 t[1]
- 1966 – kolejka dojazdowa[1]
- 1967 – wagon pasażerski, kabina maszynisty[1]
- 1967 – wnętrze kabiny maszynisty lokomotywy manewrowej, współprojektanci: Mieczysław Naruszewicz, Andrzej Kasten[1]
- 1968 – siedzisko do samochodu Nysa[1]
- 1968 – urządzenie do badania amortyzatorów w samochodzie, współprojektanci: Ryszard Marian Dworak, Andrzej Kasten, Jan Luboracki[1]
- 1970 – plakiety aluminiowe: „Lotnik”, „Taniec”, „Automatyzacja”[1]
- 1971 – blat palnikowy[1]
- 1971 – piekarnik[1]
- przed 1972 - arytmometr, współprojektanci: Andrzej Kasten, Szczepański A.[1]
- 1972 – makiety mebli przyszłościowych segmentowych, współprojektanci: Mieczysław Naruszewicz[1]

## Wystawy
- 1953 – 10 lat LWP w plastyce, Warszawa[3][2]
- 1957 – XIII Ogólnopolska Wystawa Plastyczna, Radom[1]
- 1958 – Rzeźba Warszawska 1945-1958, Warszawa[3][2]
- 1959 – Wystawa Młodej Plastyki, Sopot[3]
- 1959 – Wystawa indywidualna, Warszawa[2]
- 1960 – Rzeźba Polska 1945-1960, Warszawa[3][2]
- 1960 – Wystawa absolwentów wyższych szkół artystycznych Rzymu i stypendystów rządów różnych krajów, Galeria Nazionale(inne języki), Rzym[1][2]
- 1961 – Wystawa Rzeźby w 15-lecie PRL, Warszawa[3][2]
- 1962 – Palazzo Papale, Rieti, Włochy[1]
- 1965 – Madurodam, Haga[1][3][2][5]
- 1965, 1966, 1967 – Doroczny konkurs na medal o tematyce dowolnej, Arezzo,Włochy[3][2][5]
- 1965 – Konkurs i wystawa pokonkursowa na medal z okazji 700-lecia urodzin Dantego Arezzo, Rzym[2]
- 1966 – Sztuka Medalierska w Polsce Ludowej 1945-1965, Wrocław[3][2]
- 1966, 1968 – Wystawa „Przeciw Wojnie”, Lublin[3]
- 1966 – II Plener białowieski, Wystawa „Spotkania i Eksperymenty 66”, Białystok[1][2]
- 1966, 1968 – I i II Festiwal Sztuk Pięknych, Warszawa[3]
- 1966 – Bułgaria[3]
- 1967 – Wystawa „Księga umarłych”, Kopenhaga[3][2]
- 1967 – Wystawa Animalistów, Warszawa[3]
- 1967 – Wystawa darów dla Skopje, Warszawa[5]
- 1967 – Wystawa indywidualna, Ośrodek Kultury Polskiej, Budapeszt[1][2]
- 1967 – Wystawa indywidualna, Berlin[2]
- 1967 – Wystawa indywidualna, Bratysława[2]
- 1967 – Wystawa indywidualna, Praga[2]
- 1967 – Wystawa indywidualna (z 3 rzeźbiarzami), Sofia[2]
- 1967 – Wystawa medalierstwa Amos Andersons Konstmuseum, Helsinki[1][3][2]
- 1967 – Wystawa medalierstwa, Sztokholm[3][2]
- 1967 – Ogólnopolska wystawa rzeźby, Warszawa[2]
- 1967 – Wystawa Polska Rzeźba Plenerowa, Opole[1][2]
- 1967 – Matka i dziecko w polskim medalierstwie współczesnym, Warszawa[2][8]
- 1968 – Partyzantka Kielecka w Plastyce, Radom[3][2]
- 1968 – 25 lat LWP w plastyce, Warszawa[3][2]
- 1968 – ZSRR[3]
- 1968 – Wystawa absolwentów Liceum im. A. Kenara, Zakopane[2]
- 1968, 1969 – Konkurs na medal o tematyce sportowej, Arezzo,Włochy[2]
- 1969 – Budapeszt[2]
- 1969 – I Biennale rzeźby plenerowej, Bytom[2]
- 1969 – Ogólnopolska wystawa medalierstwa 1965-1969, Warszawa[2]
- 1969 – Konkurs na pomnik chana Asparucha, Sofia[2]
- 1969 – Wystawa medali z okazji kongresu FIDEM, Praga[2]
- 1970 – 25 lat rzeźby warszawskiej, Zachęta - Centralne Biuro Wystaw Artystycznych, Warszawa[2]